# Pont Fabio Massimo
Le pont Fabio Massimo ou pont Fabius Maximus est un pont de la Rome antique situé dans la commune de Faicchio, province de Bénévent en Campanie,.

## Historique

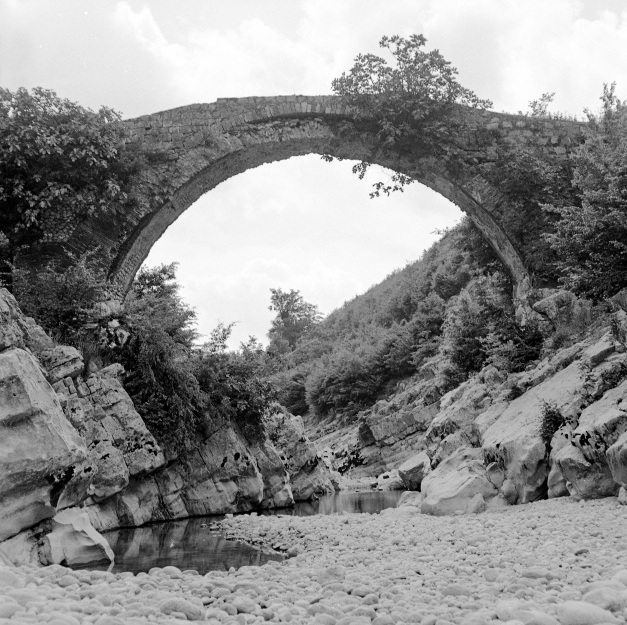
Le pont en 1970.

Le pont actuel a été construit en grande partie à l'époque républicaine sur une construction samnite préexistante qui était composée de deux éléments latéraux simples en pierre et en mortier sur lesquels quelques planches de bois disposées horizontalement permettaient le passage des personnes et des animaux.
La tradition veut que le dictateur romain Quintus Fabius Maximus Verrucosus y soit passé pour stopper l'avancée d'Hannibal Barca lors de la deuxième guerre punique (IIIe siècle av. J.-C.).
Le pont a subi plusieurs rénovations, notamment à la suite du tremblement de terre du 5 juin 1688 et à l'inondation de 1860 lorsque la voûte de gauche fut construite pour soutenir le mur peu sûr situé derrière lui.
En 2008, il a fait l'objet d'une restauration douteuse de la part de l'architecte Vincenzo Vallone  lui donnant un aspect plus moderne également grâce à l'utilisation de techniques qui ont toujours été étrangères au bâtiment comme le choix de plâtrage de la partie supérieure et de l'intérieur de la voûte, auparavant en pierre.

## Description

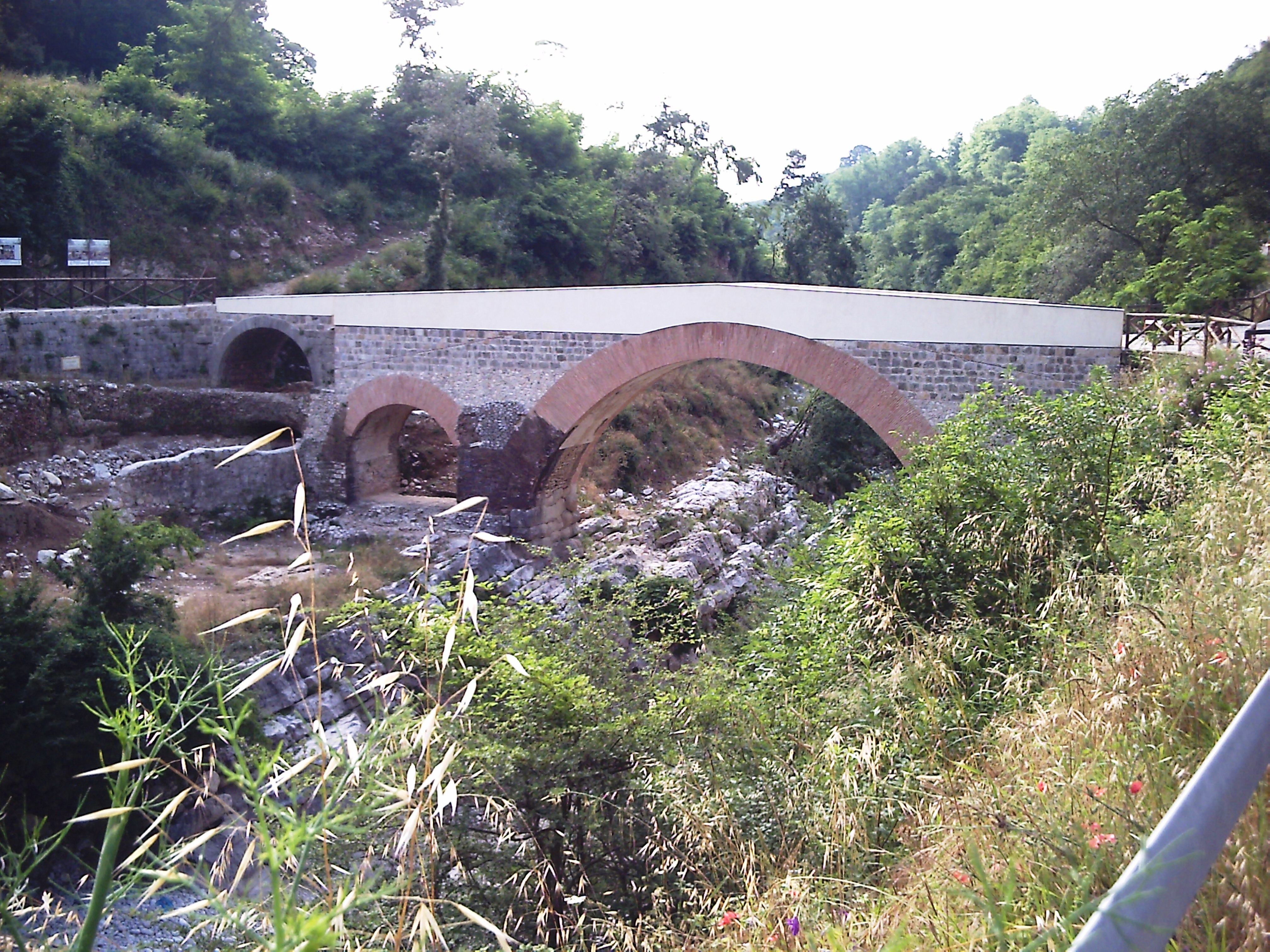
Le pont actuel.

Le pont est situé dans le hameau de Massa, sur la déviation qui mène à Faicchio, près d'une gorge de la rivière Titerno entre les montagnes Acero et Gioia.
La partie originale est constituée de l'arc principal situé sur la rivière et de celui de gauche, tous deux dotés d'arcs en brique reposant sur les restes de la structure samnite, reconnaissables au travail polygonal typique également présent dans l'Arce (mur d'enceinte samnite) voisin du mont Acero. Au-dessus se trouvent quelques pans de murs en opus reticulatum, vestiges de la construction romaine.
À l'origine, le passage du pont était constitué de deux rampes latérales qui s'élevaient vers la partie centrale, au-dessus de l'arc principal. Le tracé de ces deux rampes était marqué par deux lignes tracées sur le tuf de la partie supérieure. L'arc à l'extrême gauche a été ajouté à la suite d'une inondation en 1860.

## Galerie

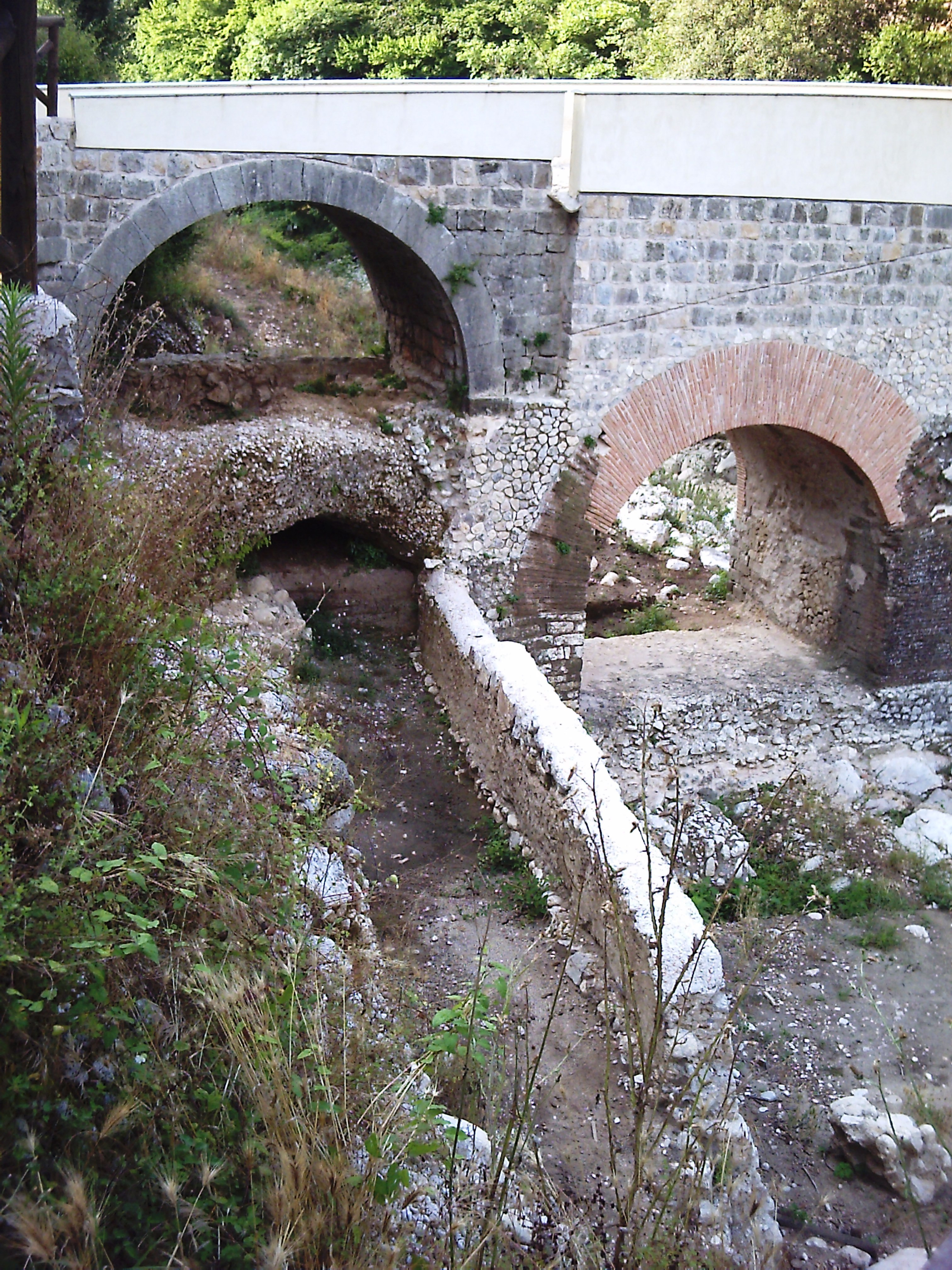
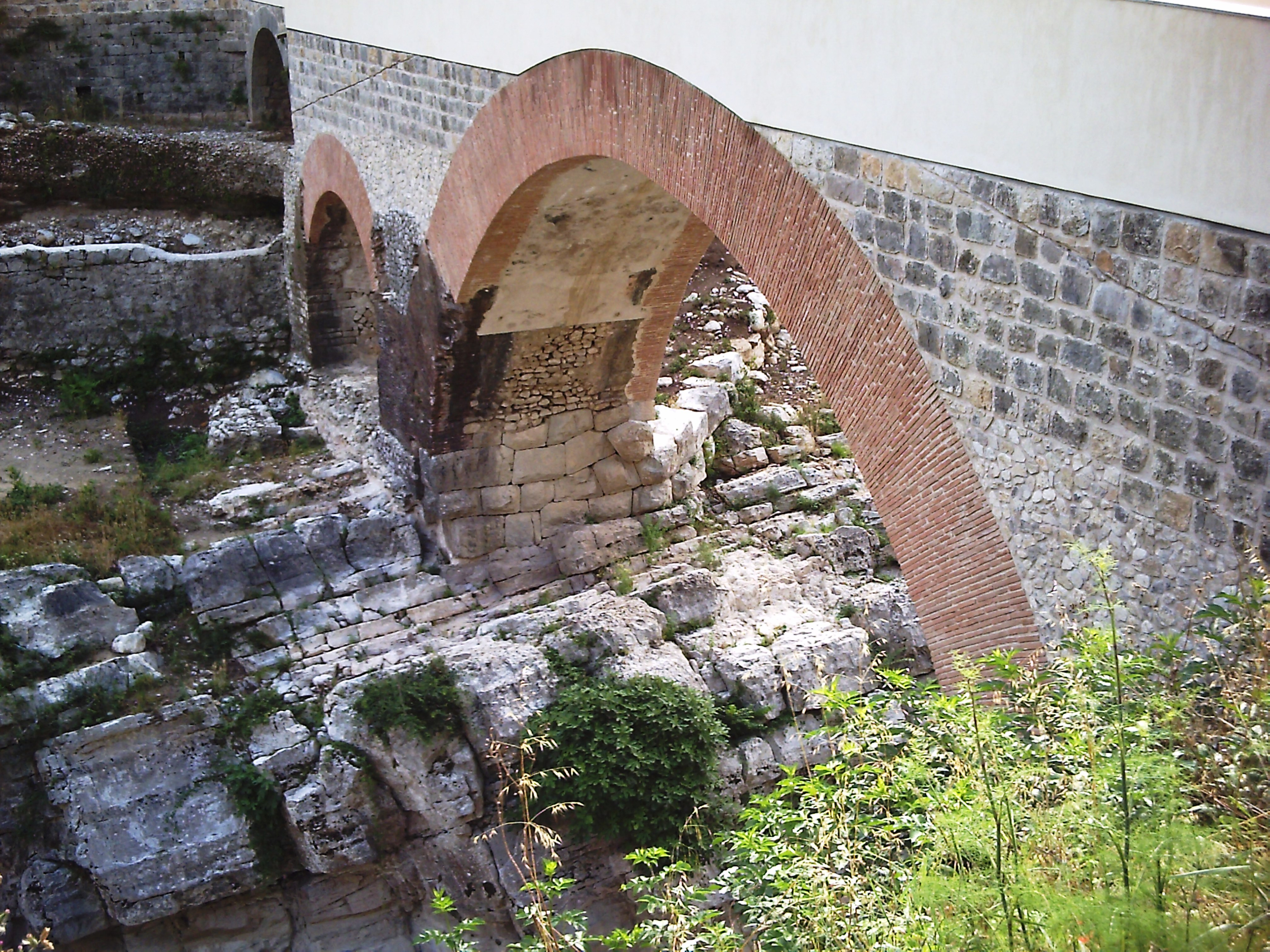